# Odet de Foix
Odet de Foix (1483-1485 – Napoli, 15 agosto 1528) è stato un generale francese, maresciallo di Francia dal 1511.
Fu conte di Lautrec,Comminges, Foix, Rethel e Beaufort, signore d'Orval, Chaource, Marais, Isles e Villemur.
Soldato valoroso e brutale, sfigurato da una cicatrice nascosta alla vista da una folta barba, ritenuto dai contemporanei, forse senza troppo merito, excellentissimo capitanio, fu orgoglioso e testardo, ma incapace a conservare e a governare uno stato.

## Biografia

### La nascita
La nascita si colloca tra il 1483 e il 1485.

### La famiglia

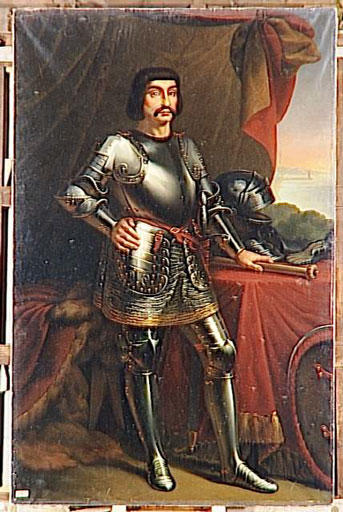
Copia del 1834 di un ritratto del condottiero conservata alla reggia di Versailles, l'originale era conservato al Castello di Beauregard

Figlio di Giovanni de Foix, visconte di Lautrec e Villemur, signore di Barbazan e governatore del Delfinato, e di Giovanna d'Aydie de Lescun; i suoi fratelli e sorelle furono:
- Andrea de Foix, signore di Lesparre e conte di Montfort
- Tommaso de Foix-Lescun, anch'egli maresciallo di Francia
- Francesca de Foix, contessa di Châteaubriant, amante ufficiale di Francesco I di Francia[2]

Fu cavaliere dell'ordine di San Michele, gran siniscalco della Guienna. Combattente di valore quanto a spirito sanguinario, pare fosse stato aiutato nel raggiungimento delle alte cariche dall'interessamento della sorella Françoise, divenuta contessa di Châteaubriant, e amante del re Francesco I di Francia.

### La carriera militare

#### Guerra della Lega di Cambrai
Comandante generale dell'esercito di Luigi XII di Francia in Italia, era con lui all'ingresso a Genova il 28 aprile 1507. Durante l'assedio della città il 17 aprile resta ferito alla coscia. Fu nominato maresciallo di Francia il 1º marzo 1511 e accompagnò i prelati al Concilio di Pisa. Il 24 gennaio 1512 è nominato governatore di Bologna, conquistata nel maggio 1511. Fu nominato governatore generale della Guienna nel 1512. L'11 aprile 1512 non riesce a salvare la vita a Gaston de Foix durante la battaglia di Ravenna e rimedia numerose ferite al viso che coprirà facendosi crescere la barba. Fu in Italia con Francesco I, nel 1515, nella campagna per la conquista del Ducato di Milano contro Massimiliano Sforza. Al comando delle truppe francesi e con l'aiuto di Bartolomeo d'Alviano vinse la battaglia di Marignano, 13-14 settembre 1515.

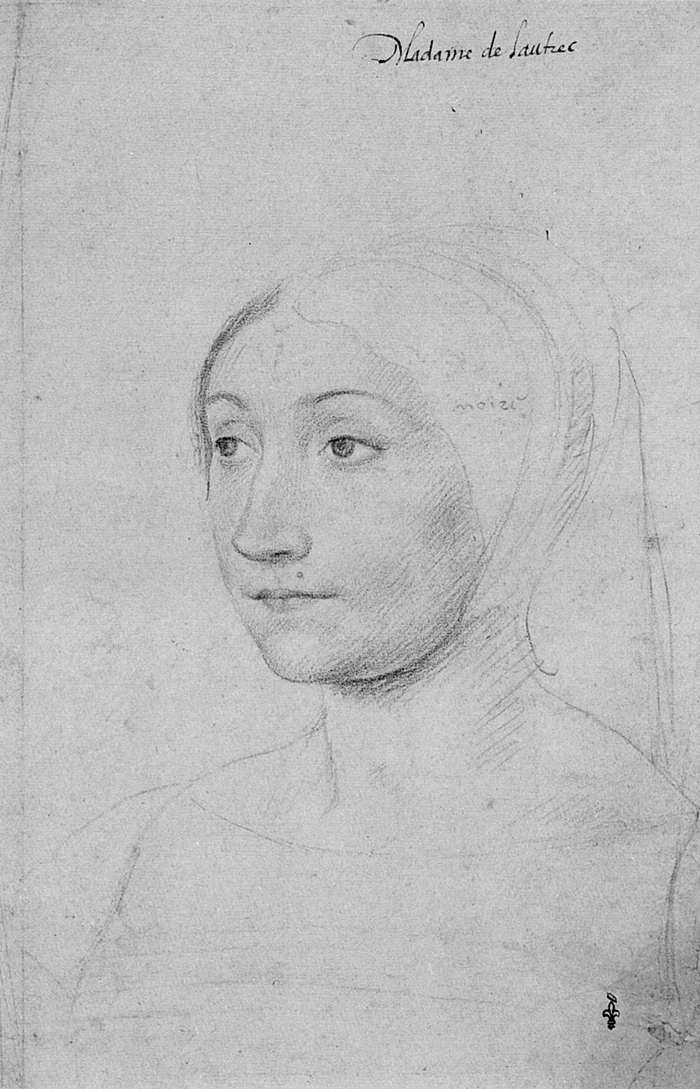
Charlotte d'Orval, minuta moglie di Lautrec, dipinta da Jean Clouet

Nel 1516 lasciò il comando di Milano a Gian Giacomo Trivulzio, assumendo tuttavia il governatorato della città un anno dopo. Due anni dopo dispose l'arresto di Beatrice d'Avalos e del nipote Gian Francesco Trivulzio.

#### Trattato di Noyon e il matrimonio
Il 13 agosto 1516 fu firmato il trattato di Noyon che sanciva la vittoria francese e la fine della guerra della Lega di Cambrai.
Il 15 gennaio 1517, l'imperatore Massimiliano d'Austria cede Verona a Odet.
Il 10 maggio 1520 Odet de Foix, che era rientrato nel Regno di Francia, sposò Charlotte d'Orval della casata d'Albret.

#### Guerre d'Italia del 1521-1526

##### La prima fase: 1521-1522
Il 10 novembre 1521 entra a Milano, e il giorno successivo fece decapitare Manfredo Pallavicino, arrestato dal fratello Thomas de Foix.
Il 19 novembre le truppe francesi, sotto il suo comando, lasciarono la città nelle mani di Francesco II Sforza.
Il 27 febbraio si accampa fuori dalle mura di Treviglio.

##### Il miracolo di Treviglio
Nel febbraio 1522, mentre la Gera d'Adda era coinvolta nella guerra d'Italia del 1521-1526 fra la Francia e la Spagna di Carlo V, alcuni soldati dell'esercito francese furono insultati dagli abitanti, sicuri della protezione data dagli Spagnoli. Tali soldati riferirono l'accaduto al loro generale, Odet de Foix, che decise di saccheggiare il borgo di Treviglio, la mattina successiva.
per atti insolenti

s’avanza furioso

con l’armi alla man...

...Lautrec genuflette

davanti alla Pia

e l’elmo e la spada

depone ai suoi piè."»
(autore sconosciuto, Canto Lodiamo Maria)

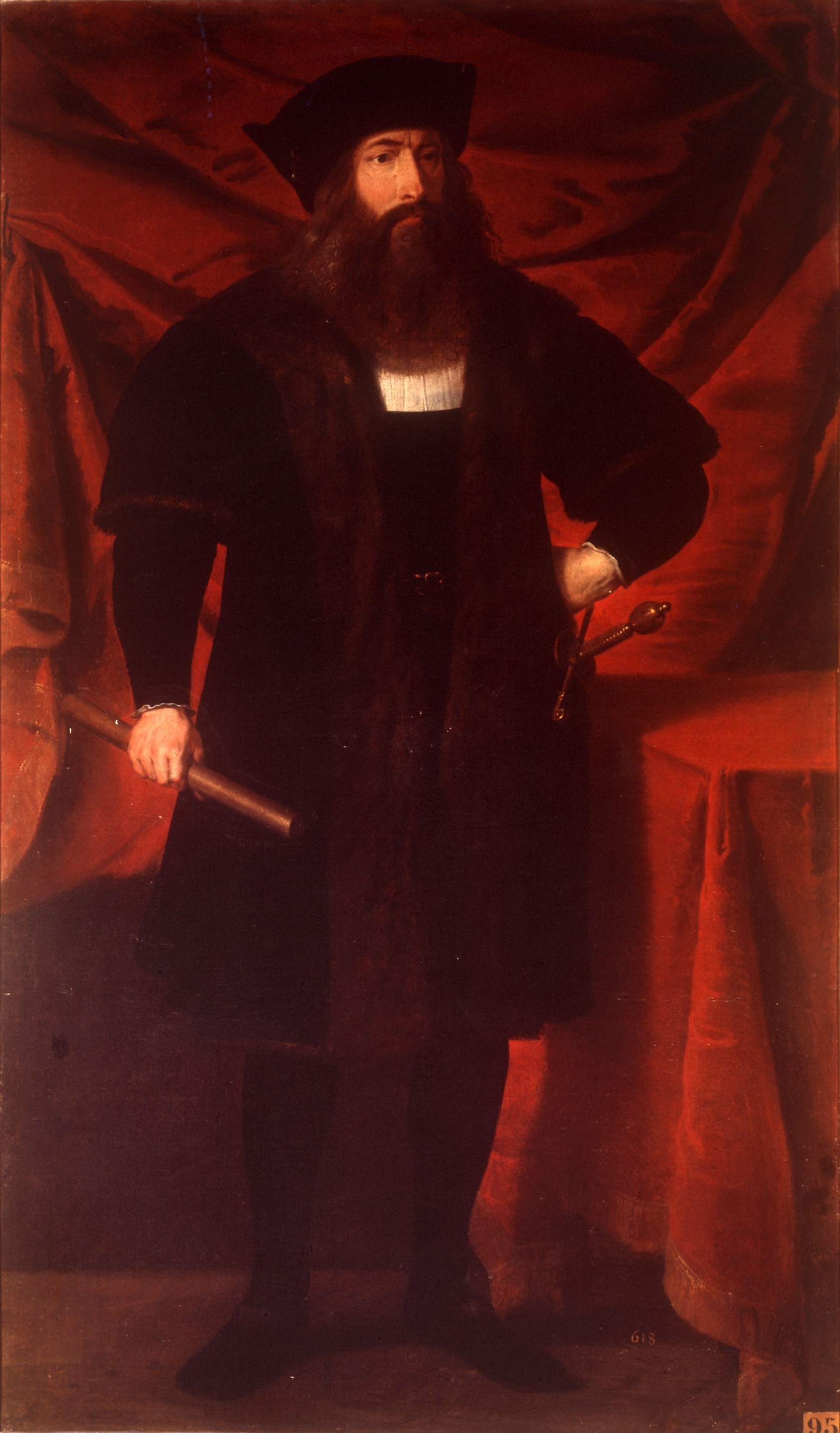
Ritratto di Lautrec presente nel senato spagnolo, opera anonima di scuola fiamminga

La mattina, del venerdì 28 febbraio 1522, al comando dell'armata di Francesco I in Italia, il generale francese si preparò ad espugnare la città. I trevigliesi, resisi conto della gravità dell'accaduto e dell'impossibilità di ricevere alcun aiuto, si ritirarono nelle chiese per pregare. A nulla erano valsi i tentativi dei quattro consoli della città che scalzi e con delle corde appese ai colli offrivano le chiavi cittadine al generale presso Casirate.
Ad un certo punto qualcuno notò che l'immagine affrescata della Madonna, dipinta fra Sant'Agostino e San Nicola da Tolentino sul muro del campaniletto nella chiesetta del convento delle Agostiniane, iniziò verso le ore otto antimeridiane a lacrimare e trasudare miracolosamente.
I fedeli si recarono quindi sul posto gridando al miracolo, e il generale, dopo aver inviato i suoi soldati a verificare l'esattezza delle affermazioni asserite dai trevigliesi, si recò anch'egli nella cappella del miracolo. Qui, dopo aver passato a fil di spada il retro del muro per accertarsi che non c'erano inganni, depose l'elmo e la spada davanti alla Vergine, subito imitato dai propri soldati.
Tali armi, circa una ventina, restarono al comune di Treviglio che poi le donò ad un museo di Milano, conservando però quelle del Generale nel Santuario costruito a ricordo dell'evento. Esse sono esposte al pubblico nel periodo della festa del Miracolo che dalla sua istituzione, il 1º giugno dello stesso anno, si svolge l'ultimo giorno di febbraio.

##### La seconda fase: 1522-1526
Dopo aver risparmiato Treviglio, nel marzo è raggiunto dal fratello Thomas che era tornato dalla Francia con il denaro per pagare i soldati. Alla fine di marzo guidò l'esercito francese, al quale si erano aggiunte anche le forze veneziane, contro Pavia, ritenendo che la città, difesa da Federico II Gonzaga con soli 1.500 fanti, 300 cavalieri e 3.000 cittadini armati, potesse cadere velocemente, tuttavia la città fu soccorsa dal pronto intervento di Prospero Colonna, che uscì da Milano con l'intero esercito pontificio-imperiale costringendo il comandante francese ad abbandonare l'assedio.

###### Battaglia della Bicocca
Il 27 aprile 1522, in seguito alla sconfitta nella battaglia della Bicocca, abbandonò la Lombardia in quanto fu rimosso dal comando in Italia.

###### Un incarico prestigioso in Francia
Mandato in Francia dove nel 1523 costringe gli spagnoli a togliere l'assedio da Bayonne.
Il 4 settembre 1524 gli viene affidato il governo della Linguadoca, il giorno successivo entra quindi a Tolosa da cui comanderà sulla regione fino al marzo 1526.
Nel frattempo, il 3 maggio 1525, il fratello Thomas muore nella battaglia di Pavia per le ferite ricevute mentre Francesco I, sconfitto, viene imprigionato a Madrid.
Dopo la pace di Madrid e la rinuncia del Re di Francia a Milano, il 31 gennaio 1526 Odet viene nominato ammiraglio della Guienna.
Nel luglio 1526 viene rinviato in Italia alla guida di 1.000 uomini d'armi e 26.000 fanti: comincia la guerra della Lega di Cognac.

#### Guerra della lega di Cognac
Il quartier generale del Lautrec era situato sul colle di Poggioreale in una viuzza stretta, oggi denominata Cupa Lautrec e deformata dalla vulgata popolare in Lotrecco, o' Trex, Trevio e Trivio, da cui derivano i nomi di alcune vie: via Cannola al Trivio, via Trivice; mentre il punto in cui terminava lo schieramento francese ed incomincia il mare oggi si chiama via Ponte dei Francesi.

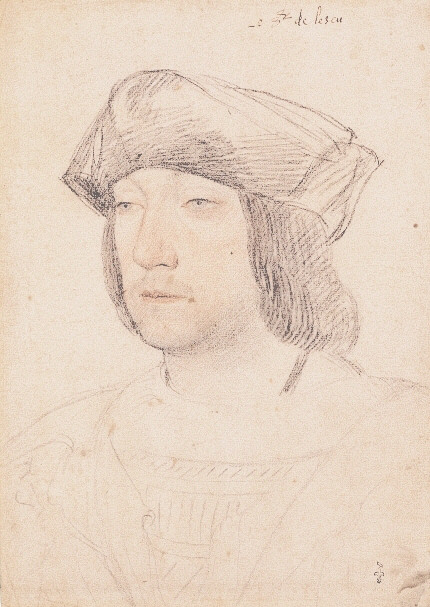
Odet de Foix, dipinto da Jean Clouet

Nel luglio 1526, superate le Alpi conquista Bosco, Alessandria, Vigevano e la Lomellina.
Nel dicembre muore di parto la moglie Charlotte d'Orval dando alla luce il figlio François.
Nell'agosto 1527 è nominato Generale dell'Armata d'Italia.
Prese Genova nel mese di agosto 1527, e, passato per Alessandria, diresse l'assalto e saccheggio di Pavia il 4 ottobre. Poi si diresse verso Bologna che lasciò il 10 gennaio per entrare nel regno di Napoli evitando Roma. Il 29 gennaio fa visita alla Madonna di Loreto.
Il 10 febbraio 1528 il Lautrec entrò nel Regno di Napoli da Fermo, passando per il paese di Petritoli che cinto di assedio per essersi rifiutato di accogliere la guarnigione respinse l'esercito e il castello di Porchiano che invece venne raso al suolo. Poi passò da Pescara, Chieti, Sulmona, Lanciano e Guasto. Sparse il terrore in Puglia; e il 23 marzo 1528 si rese protagonista della "Pasqua di Sangue": durante l'assedio di Melfi massacrò 3.000 persone. Nel castello si era rifugiato con le milizie superstiti il Principe di Melfi, Giovanni III Caracciolo, il quale, rendendosi conto dell'inutilità della resistenza e per salvarsi la vita, si arrese. L'11 maggio, giorno della Pentecoste, la città di Melfi fu liberata dagli spagnoli e i seimila melfitani, superstiti alla strage francese fecero ritorno in città.
Conquisterà anche le città di Troia, Trani, Barletta e Venosa.
Il 29 aprile raggiunse e pose l'assedio a Napoli, mentre Filippino Doria, nipote di Andrea Doria, organizzò il blocco navale.

### Morte e sepoltura
La sua fine fu conseguenza di una decisione in apparenza brillante. Infatti, nell'estate del 1528, per vincere la forte resistenza della città, distrusse le condutture dell'Acquedotto della Bolla le cui acque si sparsero nei terreni vicini significativamente chiamati "le paludi". Grazie anche alla calura, e ai versamenti di granaglie nelle acque da parte degli sgherri del bandito Verticillo, ingaggiato dal principe d'Orange per condurre una guerra parallela, e rifornire la città assediata,  si sviluppò una violenta pestilenza che condusse alla morte per malattia molti uomini, tra i quali lo stesso comandante francese.
(Paolo Giovio, epitaffio)
I loro resti furono raccolti nella "Grotta degli Sportiglioni" mentre il predicato Lautrec deformato in Lotrecco ma anche Trivece indicherà fino ai giorni nostri quella zona a nord di Napoli che, partendo da queste prime sepolture, diventerà l'area cimiteriale cittadina.
I resti del Lautrec vennero successivamente traslati all'inizio del XVII secolo dal III Duca di Sessa, nella Chiesa di Santa Maria la Nova e ospitati in un monumento funebre realizzato da Annibale Caccavello, con l'epitaffio composto da Paolo Giovio, gli affreschi che decorano la volta sono di Massimo Stanzione.

## Stemma di famiglia
Lo stemma di famiglia è stato scolpito sul sacello della tomba nella chiesa di Santa Maria la Nova a Napoli.

### Stemma di Andorra
Lo stemma di Andorra è simile per tre quarti in quanto è stata governata come diarchia, assieme all'arcivescovo dell'Urgell rappresentato dalla mitra vescovile, dai Conti di Foix il cui titolo è poi passato al Re di Francia lasciando però lo stemma immutato al centro dell'odierna bandiera di Andorra.

## Discendenza
La discendenza di Odet de Foix si estinse con la morte senza figli dell'unico nipote Henri de Luxembourg nato, dopo il 1535, dal secondo matrimonio della figlia Claude con Charles de Luxembourg. I primi tre figli maschi furono nell'ordine Odet, Henri e François. I primi due morirono giovani (entrambi nel 1540) e del terzo non si hanno notizie certe.